# Cinta daziaria di Torino

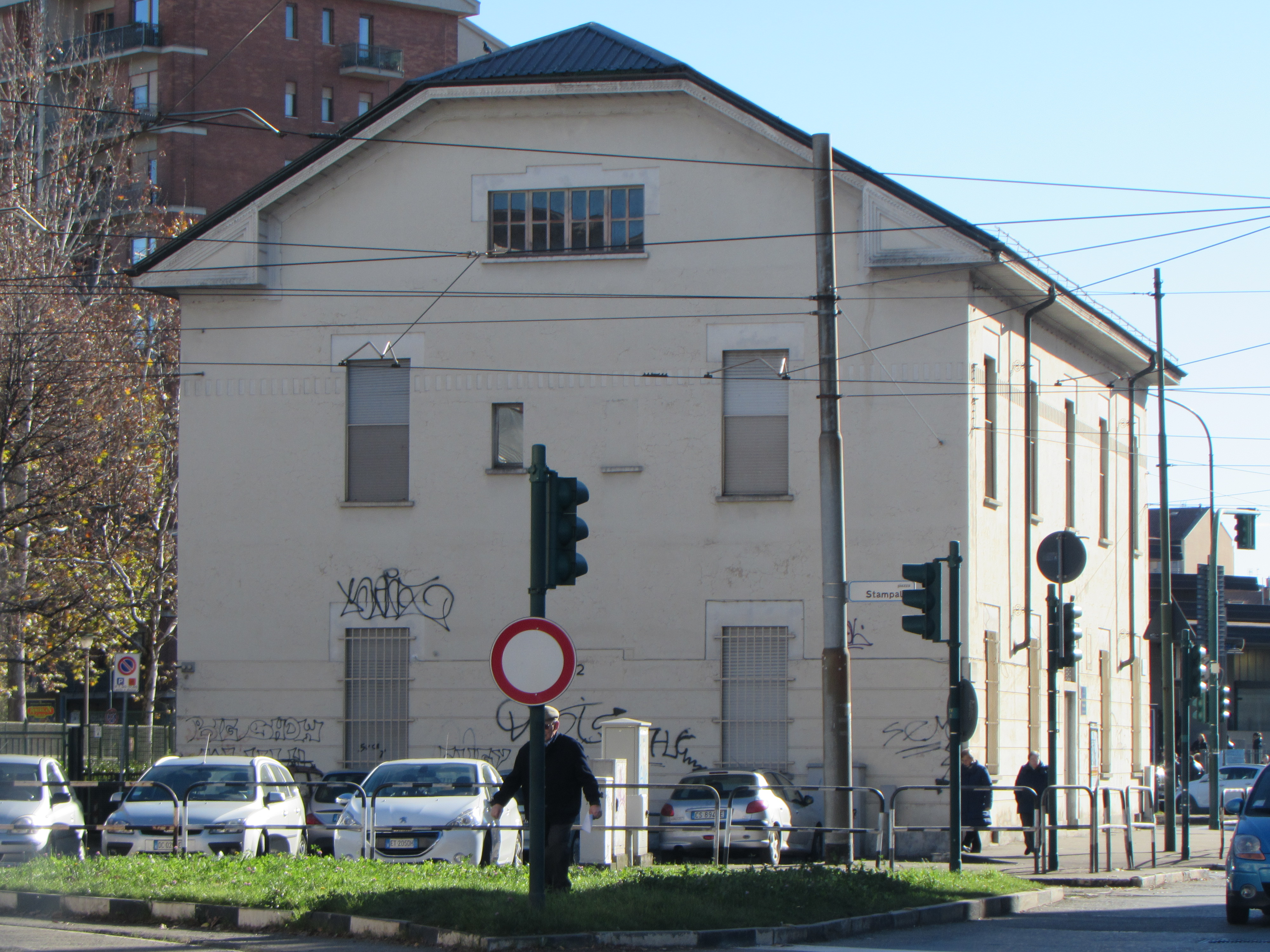
Edificio del dazio (1912) in piazza Stampalia in Barriera di Lanzo.

La cinta daziaria di Torino è stata costruita intorno alla città di Torino per motivi fiscali nel 1853. Una seconda cinta daziaria di dimensioni maggiori è stata costruita nel 1912.

## La cinta daziaria del 1853

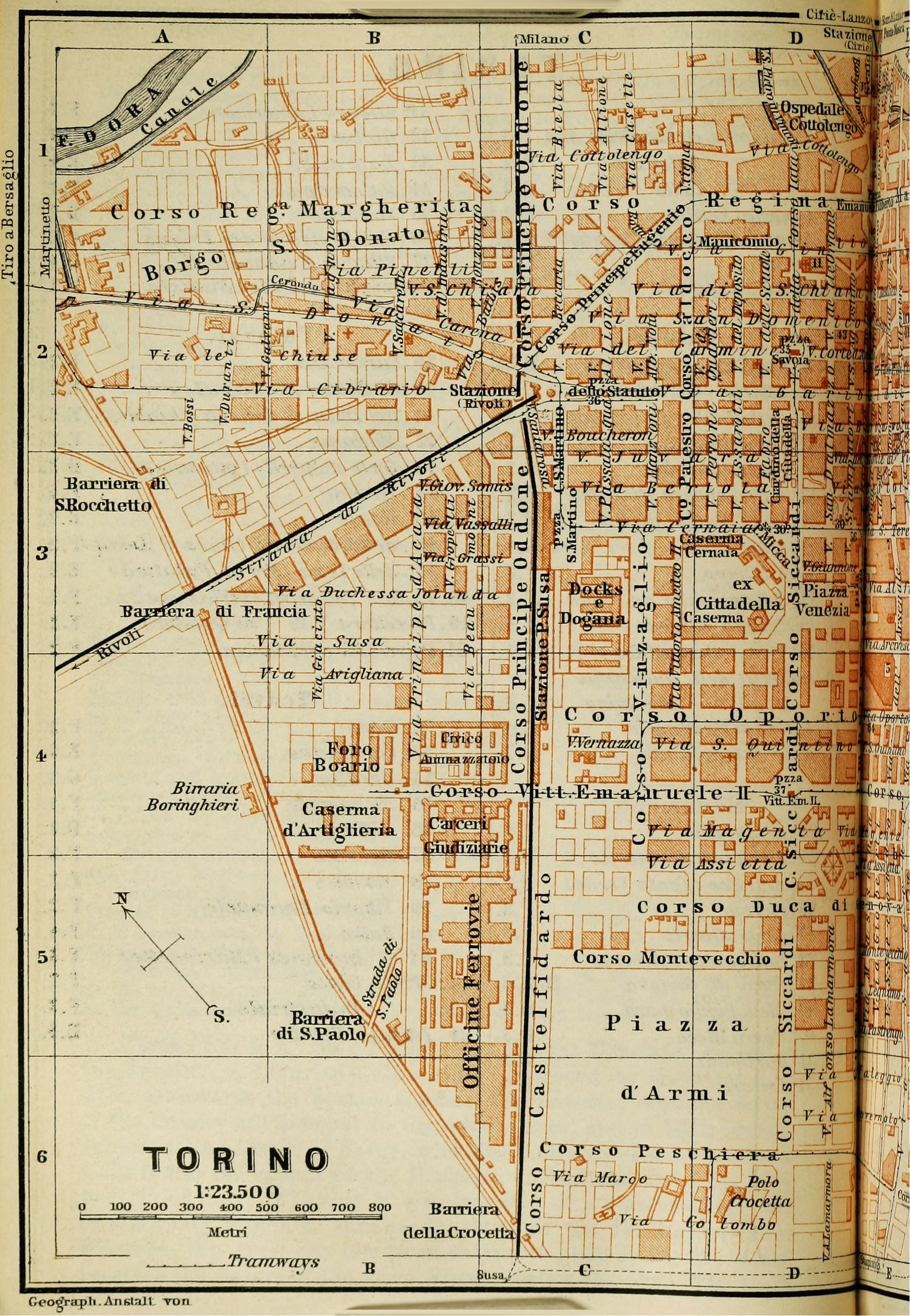
Cartina di parte di Torino del 1893 con la cinta daziaria e varie barriere.

La città di Torino era stata privata delle sue mura in età napoleonica in base all'editto del 23 giugno 1800, pochi giorni dopo la battaglia di Marengo.
Nel 1853 venne decisa la costruzione della cinta daziaria per motivi fiscali in base allo Statuto Albertino del 1848, che concedeva la possibilità alle città di riscuotere dazi. Il progetto fu compilato dall'allora ingegnere capo della città Edoardo Pecco .
Il muro fu costruito dal 1853 al 1858 e si sviluppava per circa 12 chilometri a ovest del fiume Po. All'interno del muro e lungo di esso correva una strada per tutta la sua lunghezza e così pure una seconda strada all'esterno del muro.
Alcuni caselli (dette "barriere") permettevano l'accesso alla città ed alle barriere si riscuoteva il dazio.
In seguito alla costruzione delle cinta daziaria, la città di Torino iniziò ad ampliarsi al di fuori della cinta appunto perché diventava più conveniente costruirvi abitazioni, esercizi commerciali ed industrie.
 
In particolare lo sviluppo avvenne in prossimità delle barriere: la Barriera di Milano è l'esempio più importante di borgo nato al di fuori della cinta ed in prossimità di una barriera.
La cinta venne abbattuta quando Torino decise, nel 1912, di dotarsi di una cinta più ampia in seguito allo sviluppo della città.
 
Lungo il percorso della cinta sono sorti alcuni dei corsi principali della Torino odierna: corsi Bramante, Lepanto, Pascoli, Ferrucci, Tassoni, Svizzera, Mortara, Vigevano, Novara e Tortona.

## La cinta daziaria del 1912

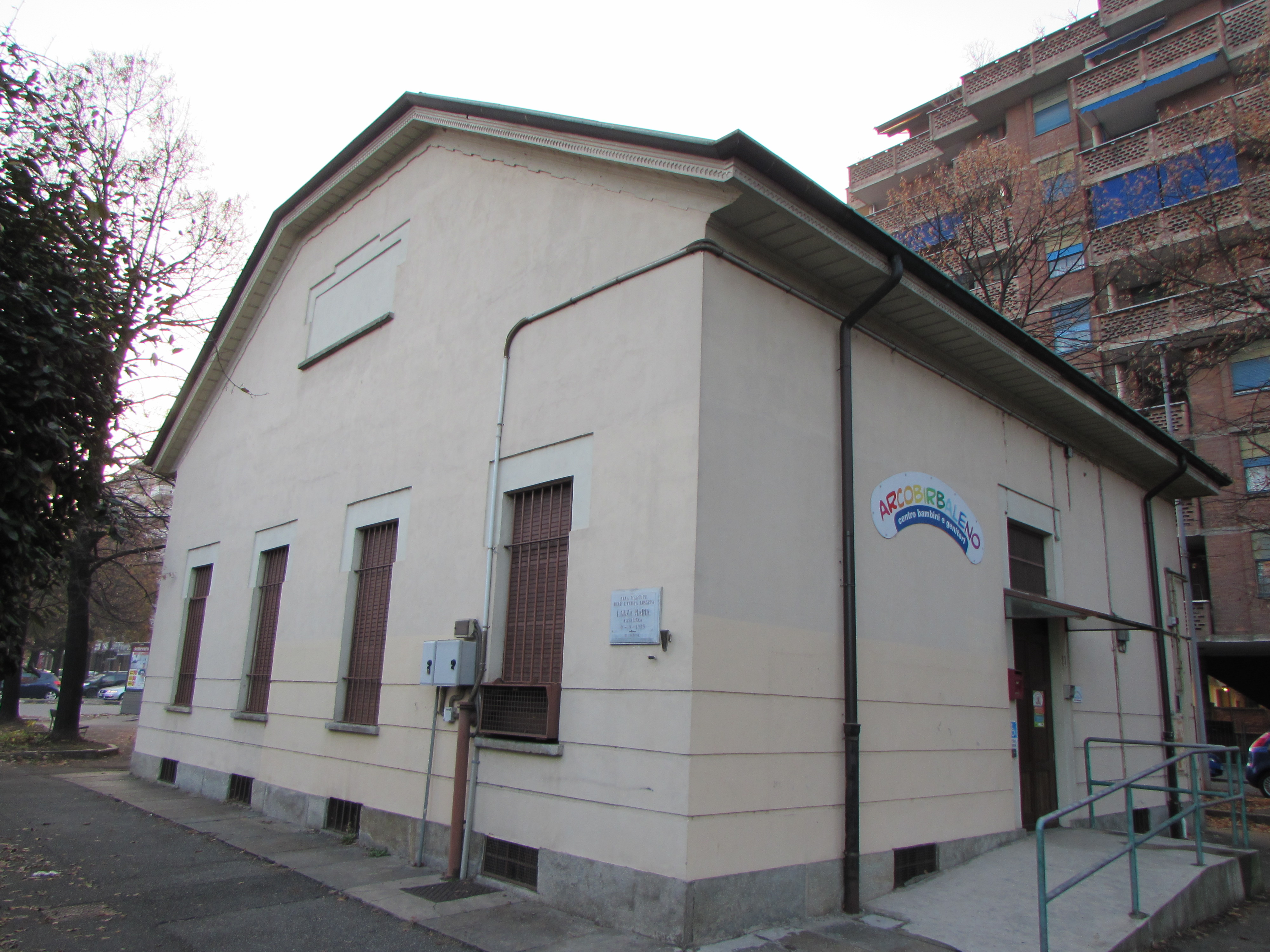
Edificio del dazio in Piazza Rebaudengo (1912)

In seguito all'espansione della città e ad un piano regolatore del 1906, venne progettata e non del tutto costruita una seconda cinta daziaria lungo quelli che oggi sono le vie Onorato Vigliani, Guido Reni, Santa Maria Mazzarello, De Sanctis, Pietro Cossa, Sansovino, Paolo Veronese, Sandro Botticelli.
Nel 1930, durante il periodo fascista, vennero aboliti i dazi e quindi anche questa cinta non ebbe più motivo di esistere. Anche se poi, caduto il regime, i dazi furono ripristinati e la loro abolizione ebbe luogo solo nel 1972, in concomitanza con l'istituzione dell'IVA.